# MOSFET
Transistor hiệu ứng trường kim loại - oxit bán dẫn, viết tắt theo tiếng Anh là MOSFET (metal-oxide-semiconductor field-effect transistor) là thuật ngữ chỉ các transistor hiệu ứng trường FET được xây dựng dựa trên lớp chuyển tiếp Oxit Kim loại và bán dẫn (ví dụ Oxit Bạc và bán dẫn Silic) tạo ra lớp cách điện mỏng giữa cực cổng (gate) kim loại với vùng bán dẫn hoạt động nối giữa cực nguồn (source) và cực máng (drain).
MOSFET được sử dụng rất phổ biến trong cả các mạch kỹ thuật số và các mạch tương tự. Giống như FET, MOSFET có hai lớp chính chia theo kiểu kênh dẫn được sử dụng:
- N-MOSFET: Điện áp điều khiển mở Mosfet là Ugs >0. Điện áp điều khiển đóng là Ugs<=0. Dòng điện sẽ đi từ D xuống S
- P-MOSFET: Điện áp điều khiển mở Mosfet là Ugs <0. Dòng điện sẽ đi từ S đến D, điện áp khóa là Ugs~0.

Từ kiến trúc cơ bản của MOSFET có nhiều biến thể dẫn xuất khác nhau để tạo ra phần tử có đặc trưng thích hợp với các ứng dụng cụ thể. Ví dụ MOSFET nhiều cổng hay MuGFET (multigate field-effect transistor), MESFET (metal–semiconductor field-effect transistor), MOSFET công suất lớn (Power MOSFET),...
Do bố trí cực cổng cách ly mà MOSFET còn được gọi là "transistor hiệu ứng trường cổng cách ly" (Insulated Gate Field-effect Transistor), viết tắt là IGFET. Tên gọi IGFET sát nghĩa hơn với các FET có thực thể điều khiển ở cực cổng không phải là kim loại, mà là các kết cấu tích lũy điện tích khác, như dung dịch điện phân trong các FET cảm biến sinh học (Bio-FET), FET cảm biến enzym (ENFET), FET cảm biến pH (pHFET), FET cảm biến khí (GASFET),...
Thông thường chất bán dẫn được chọn là silic nhưng có một số hãng vẫn sản xuất các vi mạch bán dẫn từ hỗn hợp của silic và germani (SiGe), ví dụ như hãng IBM. Ngoài silic và germani còn có một số chất bán dẫn khác như gali arsenua có đặc tính điện tốt hơn nhưng lại không thể tạo nên các lớp oxide phù hợp nên không thể dùng để chế tạo các transistor MOSFET.

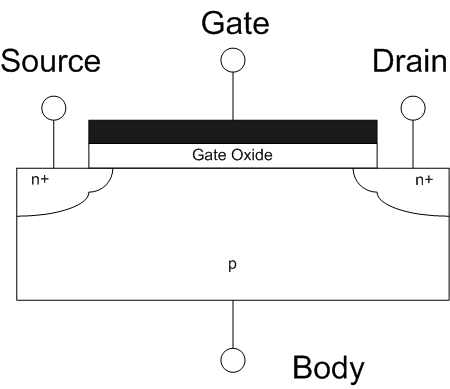
Mặt cắt ngang của một transistor NMOS

Đặc tuyến V-A của MOSFET kênh N.

Mô phỏng sự hình thành kênh nghịch đảo (mật độ điện tử) và đạt được điện áp ngưỡng (IV) trong MOSFET dây nano. Lưu ý: điện áp ngưỡng cho thiết bị này ở khoảng 0,45 V

## Hoạt động của MOSFET
Hoạt động của MOSFET có thể được chia thành ba chế độ khác nhau tùy thuộc vào điện áp trên các đầu cuối. Với transistor NMOSFET thì ba chế độ đó là:
1. Chế độ cut-off hay sub-threshold (Chế độ dưới ngưỡng tới hạn).
2. Triode hay vùng tuyến tính.
3. Bão hoà.

Trong các mạch số thì các transistor chỉ hoạt động trong chế độ cut-off và Bão hòa. Chế độ Triode chủ yếu được dùng trong các ứng dụng mạch tương tự.

## Các loại MOSFET
| Loại                             | Loại                             | nMOSFET                                         | pMOSFET                                         |
| -------------------------------- | -------------------------------- | ----------------------------------------------- | ----------------------------------------------- |
| Source/drain type                | Source/drain type                | n-type                                          | p-type                                          |
| - Channel type - (MOS capacitor) | - Channel type - (MOS capacitor) | n-type                                          | p-type                                          |
| - Cổng                           | Polysilicon                      | n+                                              | p+                                              |
| - Cổng                           | Metal                            | φm ~ Si conduction band                         | φm ~ Si valence band                            |
| Well type                        | Well type                        | p-type                                          | n-type                                          |
| Threshold voltage, Vth           | Threshold voltage, Vth           | - Positive (enhancement) - Negative (depletion) | - Negative (enhancement) - Positive (depletion) |
| Band-bending                     | Band-bending                     | Downwards                                       | Upwards                                         |
| Inversion layer carriers         | Inversion layer carriers         | Electrons                                       | Holes                                           |
| Substrate type                   | Substrate type                   | p-type                                          | n-type                                          |